# Prix Collin
Le prix Fernand Collin de Droit est un prix belge bisannuel, institué en 1962. Il a été créé pour encourager les jeunes chercheurs flamands dans le domaine du droit.
Il a été nommé d'après le professeur et banquier flamand, Fernand Collin.

## Objet
Le prix Fernand Collin de Droit, d'une valeur de 7 500 euros, récompense une œuvre (néerlandophone) ou thèse de doctorat éditée qui fait avancer la science du droit en Belgique. L'œuvre doit être présentée par un professeur de faculté de droit flamand. L'auteur doit avoir moins de 40 ans.

## Jury
Le jury est choisi par cooptation et composé au minimum de cinq membres, dont trois au moins font ou ont fait partie du corps académique d'une université belge.
- baron Walter Van Gerven, président
- 9 membres

## Lauréats
- 1962: Prof. Walter Van Gerven KUL - Het toegeven van premies in het Klein Europees handelsverkeer
- 1972: Prof. Willy Van Rijckeghem UGent - Een econometrische studie van het dynamisch verband tussen inflatie en werkloosheid: een internationale vergelijking
- 1982: Prof. Marc Maresceau UGent - De directe werking van het Europees gemeenschapsrecht
- 1984: Prof. Koenraad Lenaerts KUL - Constitutie en rechter. De rechtspraak van het Amerikaanse Opperste Gerechtshof, het Europese Hof van Justitie en het Europese Hof voor de Rechten van de Mens
- 1986: Prof.Michel Flamee VUB - Octrooieerbaarheid van software. Rechtsvergelijkende studie : België, Nederland, Frankrijk, Bondsrepubliek Duitsland, Groot-Brittannië, de Verenigde Staten van Noord-Amerika en het Europees octrooiverdrag
- 1988: Prof. Aloïs Van Oevelen UA - De overheidsaansprakelijkheid voor het optreden van de rechterlijke macht
- 1990: Prof. Jan Velaers UA - De juridische vormgeving van de beperkingen van de vrijheid van meningsuiting
- 1992: Prof. Thierry Vansweevelt UA - De civielrechtelijke aansprakelijkheid van de geneesheer en het ziekenhuis
- 1994: Prof. Sophie Stijns KUL - De gerechtelijke en buitengerechtelijke ontbinding van wederkerige overeenkomsten naar Belgisch recht, getoetst aan het Franse en het Nederlandse recht
- 1996: Prof. Piet Taelman UGent - Het gezag van het rechterlijk gewijzigde in het gerechtelijk recht - begripsbepaling en -afbakening
- 1998: Prof.Patricia Popelier UA - Rechtszekerheid als beginsel voor behoorlijke regelgeving
- 2000: Dr. Piet Van Nuffel KUL - De rechten van nationale overheden in het Europees recht
- 2000: Prof. Annelies Wylleman UGent - Onvolwaardige wilsvorming en onbekwaamheid in het materieel en het formeel privaatrecht
- 2002: Dr. Erik Claes KUL - Legaliteit en rechtsvinding in het strafrecht. Een grondslagentheoreische benadering
- 2004: Prof. Johan Du Mongh KUL - De erfovergang van aandelen
- 2004: Prof. Britt Weyts UA - De fout van het slachtoffer in het buitencontractueel aansprakelijkheidsrecht
- 2006: Dr. Steven Lierman UA - Voorzorg, preventie en aansprakelijkheid. Gezondheidsrechtelijke analyse aan de hand van het gebruik van ioniserende straling in de geneeskunde, Antwerpen, Intersentia, 2004, 605 p.
- 2008: Dr. Silvia Van Dyck KUL - Valsheid in geschriften en gebruik van valse geschriften